# Calaxius inaequalis
Calaxius inaequalis är en kräftdjursart som först beskrevs av Rathbun 1901.  Calaxius inaequalis ingår i släktet Calaxius och familjen Axiidae. Inga underarter finns listade i Catalogue of Life.